# Cruciada germană din 1096
Cruciada germană din 1096 (numită de evrei „evenimentele din anul 4856”, în ebraică מאורעות תתנ"ו sau גזירות תתנ"ו Meoraot Tatnu sau Gzerot Tatnu) este parte a primei cruciade în timpul căreia cruciați țărani din Franța și Germania au atacat comunitățile evreiești. Deși antisemitismul se manifestase de mai multă vreme în Europa, în timpul cruciadei s-a înregistrat primul pogrom organizat de masă. În unele cazuri, autoritățile și liderii religioși au încercat să-și adăpostească supușii evrei.  Mai trebuie spus că Papa Urban al III-lea nu a menționat populația evreiască atunci când a propovăduit organizarea primei cruciade, iar mai târziu a condamnat orice violență împotriva evreilor, considerând că aceste atacuri sunt pervertiri ale cauzei cruciate.

## Contextul istoric
Predicile pentru organizarea primei cruciade au dus la o creștere a sentimentelor antisemite. O credință foarte răspândită în epocă era aceea conform căreia cucerirea Ierusalimului de către creștini și înscăunarea unui împărat creștin în Orașul Sfânt avea să fie evenimentul declanșator al Sfârșitului lumii, în timpul căruia se presupunea că evreii se vor converti la creștinism. În anumite zone din Franța sau Germania, evreii erau considerați ca fiind dușmanii creștinilor în aceeași măsură cu musulmanii. Evreii erau considerați responsabili pentru crucificarea lui Iisus Cristos și în plus ei erau mult mai aproape de creștini decât musulmanii din Asia. Mulți creștini atrași de ideea cruciată au considerat că nu este necesar să călătorească la mari depărtări pentru a lupta cu necredincioșii, de vreme ce necredincioși se aflau atât de aproape de casele lor. Este foarte posibil ca luptătorii cruciați să fi fost motivați și de nevoia de bani, iar comunitățile evreiești din zona Rinului erau relativ bogate, atât datorită izolării cât și datorită faptului că, spre deosebire de creștini, nu aveau restricții cu privire la practicarea cămătăriei. 
De la valul de expulzări și convertiri forțate din secolul al VII-lea, nu mai se repetase vreo acțiune de masă multinațională împotriva evreilor de către creștini. Au existat mai multe mișcări regionale de persecutare a evreilor de către creștini: o mișcare antisemită în Metz în 888, un complot împotriva evreilor din Limoges în 992, un val de persecuții antievreiești al creștinilor milenariști, (care credeau că Iisus avea să coboare din Ceruri pe Pământ în anul 1000) și amenințările cu expulzarea evreilor din Trier din 1066. Toate acestea erau văzute mai degrabă “în termenii tradiționali ai proscrierilor guvernamentale mai degrabă decât a atacurilor populare neînfrânte.” De asemenea, multe mișcări împotriva evreilor, (precum convertirile forțate din timpul lui Robert cel Pios al Franței, al lui Richard al II-lea al Normandiei, sau al lui Henric al II-lea al Sfântului Imperiu Roman de pe la 1007 – 1012), au fost anulate ori de Papii de la Roma ori de episcopii locali. Entuziasmul apărut în rândul creștinilor după chemările Papei Urban al II-lea la cruciadă a mutat persecuțiile evreilor într-o nouă etapă a istoriei, total diferită de tot ce se întâmplase până atunci. 
Nivelul antisemitismului din acea perioadă poate fi apreciat prin prisma comentariilor lui Godfrey de Bouillon care “a jurat  că nu va pleca la cruciadă până nu va răzbuna sângele lui Cristos [vărsându-l pe cel al evreilor]... astfel încât să nu mai poată rămânea viu vreun rest printre ei”. Împăratul Heinrich al IV-lea a interzis printr-un ordin clar astfel de acțiuni violente. Godfrey a pretins că el nu a intenționat niciodată să ucidă cu adevărat vreun evreu, dar comunitățile din Mainz și Köln i-au trimis o colectă de aproximativ 500 de măsuri de argint ca mită, 
Sigebert de Gembloux scria că mai înainte de pornirea „unui război în numele lui Dumnezeu” era esențial ca evreii să se convertească”, iar cei care s-ar fi împotrivit urmau să fie „deposedați de bunurile lor, masacrați și alungați din orașe”.
Prima izbucnire a violențelor s-a petrecut în Franța. O cronică contemporană a unui autor anonim din Mainz aduce mărturia că „Primii care s-au ridicat au fost ofițerii, nobilii și oamenii de rând care trăiau în țara Franței [Sarefat] care s-au sfătuit și au plănuit... să  curețe calea pe care se  va merge la Ierusalim”. Richard de Poitiers scria că persecutarea evreilor era răspândită în Franța la începutul expedițiilor către răsărit.  Cronicarul anonim din Mainz mai scria  „În momentul în care comunitățile [evreiești] din Franța au auzit [despre aceste lucruri], au fost cuprinși de frisoane. Ei au scris scrisori și au trimis mesageri către toate comunitățile din zona Rinului, cu scopul de a se grăbi... și a căuta milă la Cel care sălășluiește în Ceruri, căci El ar mai putea să-i salveze din mâinile lor [ale creștinilor]. Când aceste scrisori au ajuns în mâinile celor sfinți din regiune [a Rinului], cu alte cuvinte a celor faimoși... din Mainz, ei au răspuns [coreligionarilor] celor din Franța după cum urmează: Comunitățile au proclamat ținerea unui post. Am făcut ceea ce depindea de noi. Dumnezeu să ne izbăvească și El să vă izbăvească de asemenea și pe voi de toate amărăciunile și împilările [care ar putea veni] împotriva voastră. Noi ne temem foarte tare.” 
În lunile iunie și iulie ale anului 1095, comunitățile evreiești din Rhineland (la nord de principalele regiuni de deplasare din Neuss, Wevelinghoven, Altenahr, Xanten and Moers) au fost atacate, dar nu au rămas însemnări asupra conducătorilor și a membrilor grupurilor de cruciați participante. Unii dintre evrei au plecat către răsărit pentru a scăpa de persecuții. 
În perioada de maximă suspiciune a creștinilor față de evrei, mii de franci membri ai Cruciadei populare au ajuns în regiunea Rinului în condițiile în care rămăseseră fără provizii.  Pentru a-și reface stocurile de alimente, cruciații au început să jefuiască proprietățile evreiești în căutarea alimentelor și în același timp au încercat să-i mobilizeze la acțiuni violente și pe creștinii locali. 
Nu toți cruciații care rămăseseră fără provizii au apelat la crimă, unii precum liderul spiritual Pierre l’Ermite din Amiens s-au folosit de mijloace care pot fi caracterizate drept extorcare. El avea asupra sa o scrisoare din partea evreilor francezi către comunitatea evreilor din Trier. Scrisoarea îi îndemna să asigure provizii cruciaților călugărului Pierre. Evreii erau atât de speriați în momentul în care călugărul ajungea în dreptul porților lor încât erau de acord să îi ofere imediat proviziile cerute.  Indiferent care era poziția față de evrei a lui Pierre, oamenii care pretindeau că sunt din tabăra lui au avut inițiativa să ucidă evreii și să le jefuiască averile.
În unele cazuri, evreii au supraviețuit după ce au fost creștinați cu forța, așa cum s-a făcut în Regensburg, unde mulțimea cruciaților au arestat întreaga comunitate evreiască, ai cărei membri au fost băgați cu forța în Dunăre și au fost botezați în grup. După plecarea cruciaților, evreii s-au reîntors la practicarea iudaismului.

## Folkmar și Gottschalk
În primăvara anului 1096, s-a format un număr de mici grupuri de cavaleri și țărani, fiind cu toții inspirați de predicile cu privire la cruciadă. Cruciada preotului Folkmar începută în Saxonia a persecutat evreii din Magdeburg și mai târziu pe cei din Praga. Episcopul catolic Cosmas a încercat să împiedice convertirile forțate și întreaga ierarhie catolică din Boemia a luat poziție alături de șeful lor.  Ducele Bratislav nu se afla în țară iar protestele înalților ierarhi catolici nu au putut opri mulțimile ce cruciați.
Ierarhia catolică luată ca un tot a condamnat persecutarea evreilor în toate regiunile afectate, (deși protestele preoțimii a avut un  efect neînsemnat). Foarte activi în condamnarea persecuțiilor erau preoții parohiali. Este cunoscut cazul unui singur călugăr pe nume Gottschalk care s-a alăturat cruciaților și a încurajat persecuțiile.  Cronicarul Hugo de Flavigny aduce mărturie cum au fost ignorate aceste apeluri: „Pare în mod sigur surprinzător că într-o singură zi în mai multe locuri diferite, mobilizate de o inspirație violentă, au avut loc asemenea masacre, în ciuda dezaprobării și condamnării generale ca fiind contrare religiei. Dar mai știm că ele nu au putut fi evitate în ciuda faptului ca au trebuit să facă fața excomunicării impuse de numeroși clerici și a amenințării cu pedeapsa din partea a numeroși principi.” În general, mulțimea cruciaților nu se temea de nicio pedeapsă, de vreme ce tribunalele locale nu aveau nicio putere să-i pună sub acuzare în timpul trecerii prin sectoarele lor de competență și nici nu aveau capacitatea să identifice și să acuze indivizi izolați. Apelurile clericilor au fost ignorate pe temeiuri asemănătoare, (nu s-au luat măsuri cu privire la excomunicarea unor indivizi separați de mulțime), iar cruciații au crezut că oricare dintre cei care propovăduiau mila față de evrei făcea asta deoarece cedaseră mitei evreiești. 
Călugărul Gottschalk a condus o cruciadă plecată din Rhineland și Lorena spre Ungaria, atacând ocazional comunitățile evreiești de-a lungul acestui drum. La sfârșitul lunii iunie 1906, cruciații conduși de Gottschalk au fost  întâmpinați de regele Coloman al Ungariei. Cruciații au început însă jefuiască zonele rurale. Regele a cerut dezarmarea celor care provocau violențe. După ce armele au fost puse în siguranță, ungurii înfuriați au tăbărât pe cruciați și „întreaga câmpie a fost acoperită cu cadavre și cu sânge”.
Preotul Folkmar și cruciații saxoni au avut o soartă asemănătoare din partea ungurilor când au început să jefuiască satele.

## Emicho
Cel mai numeros grup de cruciați și cel mai profund impllicat în actele de violență împotriva evreilor a fost cel condus de contele Emicho. Formată la începutul verii anului 1096, armata de cam 10.000 de bărbați, femei și copii a pornit din zona văii râului Rin spre Dunăre. Forțelor lui Emicho li s-au alăturat cele ale lui William Tâmplarul și ale lui Drogo din Nesle. Aceste noi grupuri erau formate din oameni din Rhineland, estul Franței, Lorena și chiar și din Anglia. 
Împăratul Henric al IV-lea, aflat în acel moment în sudul Italiei, a transmis ordine clare cu privire la protejarea evreilor de intențiile lui Emicho. După ce mai mulți evrei au fost uciși la Metz în mai, episcopul din Speyer a oferit adăpost evreilor din zona lui de competență. Cu toate acestea, în Speyer au fost uciși cel puțin 12 evrei.  Episcopul din Worms a încercat și el să-i apere pe evrei, dar cruciații au intrat cu forța în palatul episcopal și au ucis pe evreii găsiți aici. În Worms au fost uciși cam 800 de evrei care au refuzat botezul creștin.
Veștile despre cruciada lui Emicho s-au răspândit rapid, el și tovarășii săi fiind împiedicați să intre în Mainz pe 25 mai de episcopul Ruthard. Emicho a acceptat și o cantitate de aur oferită de evreii din Mainz, care sperau să-i câștige bunăvoința. Episcopul Ruthard a încercat să-i apere pe evrei prin ascunderea lor în palatul episcopal. Emicho nu a împiedicat însă pe niciunul dintre oamenii săi să intre în oraș, iar la 27 mai s-a declanșat masacrul. Mulți dintre burghezii creștini ai orașului aveau legături strânse de afaceri cu evreii și le-au oferit unora dintre ei adăpost împotriva cruciaților. (La fel aveau să facă și burghezi praghezi.) Burghezii din Mainz s-au alăturat milițiilor de sub jurisdicția episcopului și a guvernatorului militar al orașului în lupta împotriva bandelor cruciate. Luptele au încetat în momentul în care în zonă au sosit noi efective de cruciați. În ciuda exemplelor date de burghezi și de episcop, numeroși orășeni de rând din Mainz s-au alăturat cruciaților violenți. Mainz a fost localitatea în care s-au înregistrat cele mai mari violențe.
Pe 29 mai, Emicho a ajuns în Köln. Aici cei mai mulți evrei fugiseră deja din oraș, iar cei rămași fuseseră ascunși de creștinii locali. În Köln, lui Emicho i s-au alăturat alte grupuri mai mici de cruciați. Cruciații au părăsit orașul după ce au jefuit casele părăsite de evrei. Emicho a continuat drumul spre Ungaria, alăturându-i-se pe parcurs și grupuri de sași. Regele Coloman le-a refuzat cruciaților tranzitul prin Ungaria. Contele Emicho și războinicii lui au asediat orașul Meseberg de pe râul Leitha. La început, regele maghiar s-a gândit să fugă spre Rusia, dar avântul inițial al asediatorilor a scăzut, iar ungurii au contraatacat, cruciații murind pe câmpul de luptă sau înecați în râu. Emicho și câțiva dintre conducătorii cruciați au reușit să fugă și să se refugieze în Italia sau în țările de origine. William Tâmplarul și câțiva dintre supraviețuitori s-au alăturat mai târziu principalelor forțe ale cavalerilor cruciați conduse de Hugues de Vermandois.

## Atacuri târzii
În anul 1096, Godfrey de Bouillon a strâns de asemenea tribut de la evreii din Mainz și Köln, dar nu a permis declanșarea violențelor. După succesul primei cruciade în Țara Sfântă, evreii din Ierusalim au fost ori uciși odată cu musulmanii, ori alungați din oraș. 
Prima cruciadă a declanșat o lungă tradiție a violențelor organizate împotriva evreilor din Europa. Averile confisacate de la evrei au fost folosite în Franța pentru finanțarea celei de-a doua cruciade. Atacurile asupra evreilor nu au mai avut amploarea celor din 1096. În Anglia, cruciada a treia a  fost pretextul pentru expulzarea evreilor și pentru confiscarea averilor lor. Cruciadele ciobanilor din 1251 și 1320 au fost de asemenea prilejuri pentru atacuri impotriva evreilor din Franța, iar în cazul celei de-a doua și a celor din Aragon. 

## Reacțiile evreilor
Veștile despre atacuri s-au răspândit rapid și au ajuns la urechile evreilor din diferitele comunități din jurul Ierusalimului cu mult timp înaintea venirii cruciaților în zonă. 
Cronicile evreiești consideră evreii din Rheinland martiri care s-au jertfit de bunăvoie pentru credință și onoare. Având ca alternative convertirea sau moartea, evreii au ales de obicei moartea. În unele cazuri, lideri evrei au acceptat să fie botezați numai pentru a avea ocazia să vorbească împotriva creștinilor adunați la ceremonia de botez. Cronicarii evrei l-au blestemat pe Emicho ori de câte ori l-au menționat în scrierele lor, iar pe Papă l-au comparat cu Satana. 
Sigebert din Gembloux a scris că cei mai mulți evrei convertiți la creștinism înainte de cruciade s-au reîntors la credința iudaică. 
În anii care au urmat cruciadelor, comunitățile evreiești s-au confruntat cu problemele spinoase ale crimei și sinuciderii, care erau păcate pentru evrei în aceeași măsură în care erau pentru creștini. Evreii au cercetat precedentele istorice pentru a-și justifica acțiunile: sinuciderea pentru onoare a regelui Saul, revolta Macabeilor împotriva lui Antioh al IV-lea Epifanes, pactul sinucigaș al apărătorilor cetății Masada și revolta lui Bar Kohba, care au fost considerate morți justificabile în fața unor inamici mai puternici. 
Înainte de cruciade, comunitățile evreiești erau divizate în trei mari regiuni, independente una de cealaltă: evreii locuitori în țările islamice, cei din Imperiul Bizantin și cei din Europa Occidentală catolică. Evenimentele începute în 1096 au generat apariția unei conștiințe a unității celor trei mari grupuri. 

## In Memoriam
- În urma evenimentelor evreii așkenazi au început să rostească rugăciunea Av Harahamim (Tatăl clemenței), care a fost redactată de membri ai obștii din Mainz. La început această rugăciune a fost spusă în ajunul sărbătorii Shavuot și cu ocazia postului de Tisha Beav, dar mai apoi s-a extins rostirea ei in toate zilele de sâmbătă. Deoarece principalele măceluri au avut loc în perioada numărătorii Omer s-a întărit semnificația zilelor de Omer ca zile de doliu. În perioada Omer evreii nu se căsătoresc, nu se tund și nu se bărbieresc.

Cu prilejul postului de 9 Av comunitățile așkenaze obișnuiesc să comemoreze și să deplângă și distrugerea obștilor din orasele Shum: Shpira (Speyer), Vormaiza (Worms) și Magentza (Mainz). Elegia sau plângerea începe cu cuvintele מי יתן ראשי מים.
- Evenimentele masacrelor antievreești sunt povestite de evrei în trei cronici scrise în limba ebraică de către Shlomo Bar Shimon, Eliezer Ben Nathan și de Anonimul din Mainz.

Ele au fost publicate pentru prima dată în anul 1892 de către Adolf Neubauer, fiind traduse în germană de Seligmann Baer.  
Ediția a doua  a apărut în anul 1945 sub îngrijirea lui Abraham Meyer Habermann, care a corectat erorile din ediția precedentă, după cum a crezut de cuviință. În anul 1977 Shlomo Idelberg a publicat traducerea cronicilor în limba engleză. O ediție a fost publicată în 1987 de către Robert Chazan